# Calycomyza bicolor
Calycomyza bicolor är en tvåvingeart som beskrevs av Mitsuhiro Sasakawa 1996. Calycomyza bicolor ingår i släktet Calycomyza och familjen minerarflugor. Inga underarter finns listade i Catalogue of Life.